# Amtsgericht Gersfeld
Das Amtsgericht Gersfeld (bis 1933: Amtsgericht Weyhers) war ein preußisches Amtsgericht mit Sitz in Weyhers.

## Geschichte
In Weyhers bestand das königlich bayerische Landgericht Weyhers. Sämtliche Gemeinden des Gerichtsbezirks gehörten ab 1866 nach dem Sieg Preußens im Deutschen Krieg nicht mehr zum Königreich Bayern. Im Friedensvertrag zwischen dem König von Preußen und dem König von Bayern, der am 22. August 1866 in Berlin abgeschlossen wurde, trat Bayern das Bezirksamt Gersfeld und den größten Teil des Landgerichts Orb an Preußen ab. Aus dem Königlich Bayerischen Landgericht wurde ein Königlich Preußisches Amtsgericht. Es lag in der neuen Provinz Hessen-Nassau und war dem Kreisgericht Fulda zugeordnet. Mit der Einführung der Reichsjustizgesetze entstanden 1879 reichsweit einheitlich Amtsgerichte. Das Amtsgericht Weyhers behielt damit seinen Namen und erhielt die neuen Funktionen. Es war nun eines der 22 Amtsgerichte im Bezirk des Landgerichtes Hanau. Am Gericht bestand eine Richterstelle. Es war damit ein kleines Amtsgericht im Landgerichtsbezirk. Gerichtstage wurden in Gersfeld abgehalten. Sein Gerichtsbezirk umfasste aus dem Landkreis Gersfeld der Stadtbezirk Gersfeld, die Gemeindebezirke Abtsroda, Altenfeld, Altenhof, Dalherda, Ebersberg, Gackenhof, Gichenbach, Hettenhausen, Kippelbach, Lütter, Maiersbach, Roßbach, Obernhausen, Poppenhausen, Rengersfeld, Ried, Rodenbach, Rodholz, Rommers, Sandberg, Schachen, Schmalnau, Steinwand, Stellberg, Thalau und Weyhers und den Gutsbezirk Oberförsterei Gersfeld. Zum 1. Juni 1933 wurde das Gericht in Amtsgericht Gersfeld umbenannt.
Im Zweiten Weltkrieg wurde das Gericht zum 15. Juni 1943 zur Zweigstelle des Amtsgerichts Fulda herabgestuft.